# Henning Carlsen
Henning Carlsen, född 4 juni 1927 i Ålborg, död 30 maj 2014 på Bispebjerg Hospital, var en dansk filmregissör.

## Biografi
Carlsens skolgång var omtumlande och han tog aldrig någon examen. Han anställdes på Minerva Film, där han arbetade under åren 1948–1953, med främst dokumentärfilmer. Efter att ha studerat film ett halvår i Frankrike anställdes han på Nordisk Film Junior och fick ett mindre genombrott med Cyklisten (1957). Hans riktiga genombrott i Danmark kom 1961 när han regisserade De gamle. Den första spelfilmen han gjorde var Dilemma från 1962. 
Carlsen fick ett internationellt genombrott år 1966 med filmatiseringen av den norska författaren Knut Hamsuns klassiker Svält. Filmen fick stor uppmärksamhet på Filmfestivalen i Cannes samma år och Per Oscarsson, som spelade huvudrollen, fick priset för bästa manliga huvudroll. Carlsen undervisade under 1966 på Den Danske Filmskole. Efter succén med Svält fortsatte Carlsen att filmatisera, men utan samma succé som med Svält. 
År 1968 blev Carlsen direktör för Dagmar-biografen i Köpenhamn, en post han innehade till 1981. År 1995 erhöll han Statens kunstfonds livsvarige ydelse och år 2012 fick han en  Æresrobert.
Carlsen dog den 30 maj 2014 på Bispebjerg Hospital, en knapp vecka innan han skulle fylla 87 år. Hans gravplats är inte känd.

## Filmografi i urval
- Civilforsvaret (1951)
- Knive (1954)
- Jeg et hus mig bygge vil (1956)
- Cyklisten (1958)
- Et knudeproblem (1959)
- Limfjorden (1961)
- De gamle (1961)
- Dilemma (1962)
- Kvindedyr (1964)
- Ung (1965)
- Svält (1966)
- Brevet (1967)
- Albert Dam - En dansk forfatter (1969)
- Er I bange? (1970)
- I din fars lomme (1971)
- Da Svante forsvandt (1975)
- Arven (1979)
- Pengene eller livet (1982)
- Elise (1985)
- Oviri (1986)
- Smykketyven (1990)
- Pan (1995)
- I Wonder Who's Kissing You Now? (1998)
- Portrættet (2000)
- Springet (2005)
- Promise (2010)
- Erindring om mine bedrøvelige ludere (2012)[3]